# Metapenaeopsis mannarensis
Metapenaeopsis mannarensis är en kräftdjursart som beskrevs av De Bruin 1965. Metapenaeopsis mannarensis ingår i släktet Metapenaeopsis och familjen Penaeidae. Inga underarter finns listade i Catalogue of Life.